# Matrac

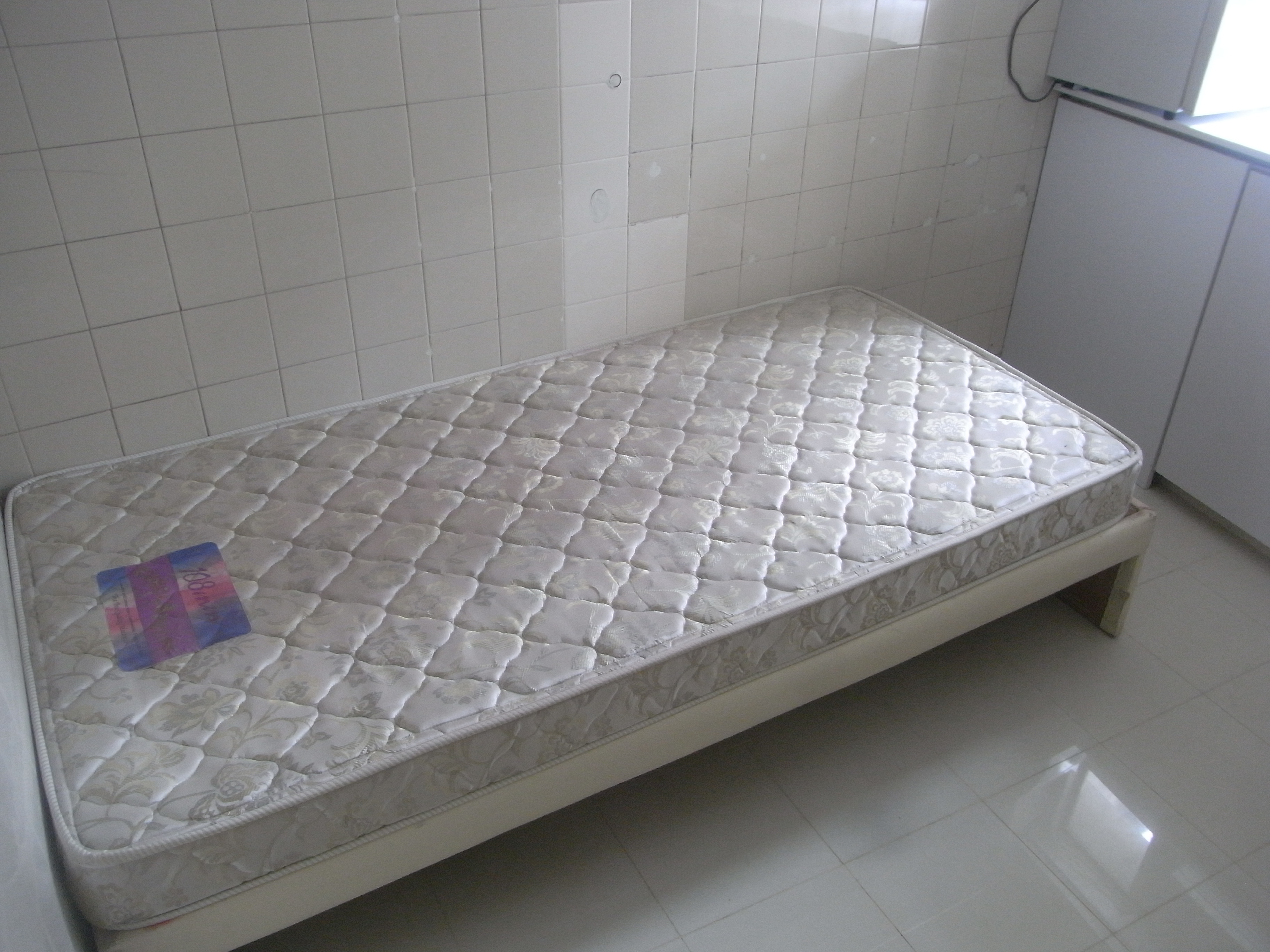
Matrac

A matrac, ágybetét, vagy derékalj különféle anyagok huzatba töltött változata, alvóhely kialakítása céljából.

## A matrac szó eredete
A szó az arab matrah szóból származik („hely, ahová valamit dobtak”, taraha = „dob, vet, hajít”). A keresztesek a keresztes háborúk idején találkoztak azzal a szokással, hogy az arabok a földre dobott vánkosokon  aludtak. Átvették a háborúk alatt ezt a szokást, a szó pedig a régi olaszba materasso, a régi franciába materas, a középkori latinba pedig matracium alakban került be. Ez utóbbi a magyar matrac alak forrása.  

## Története

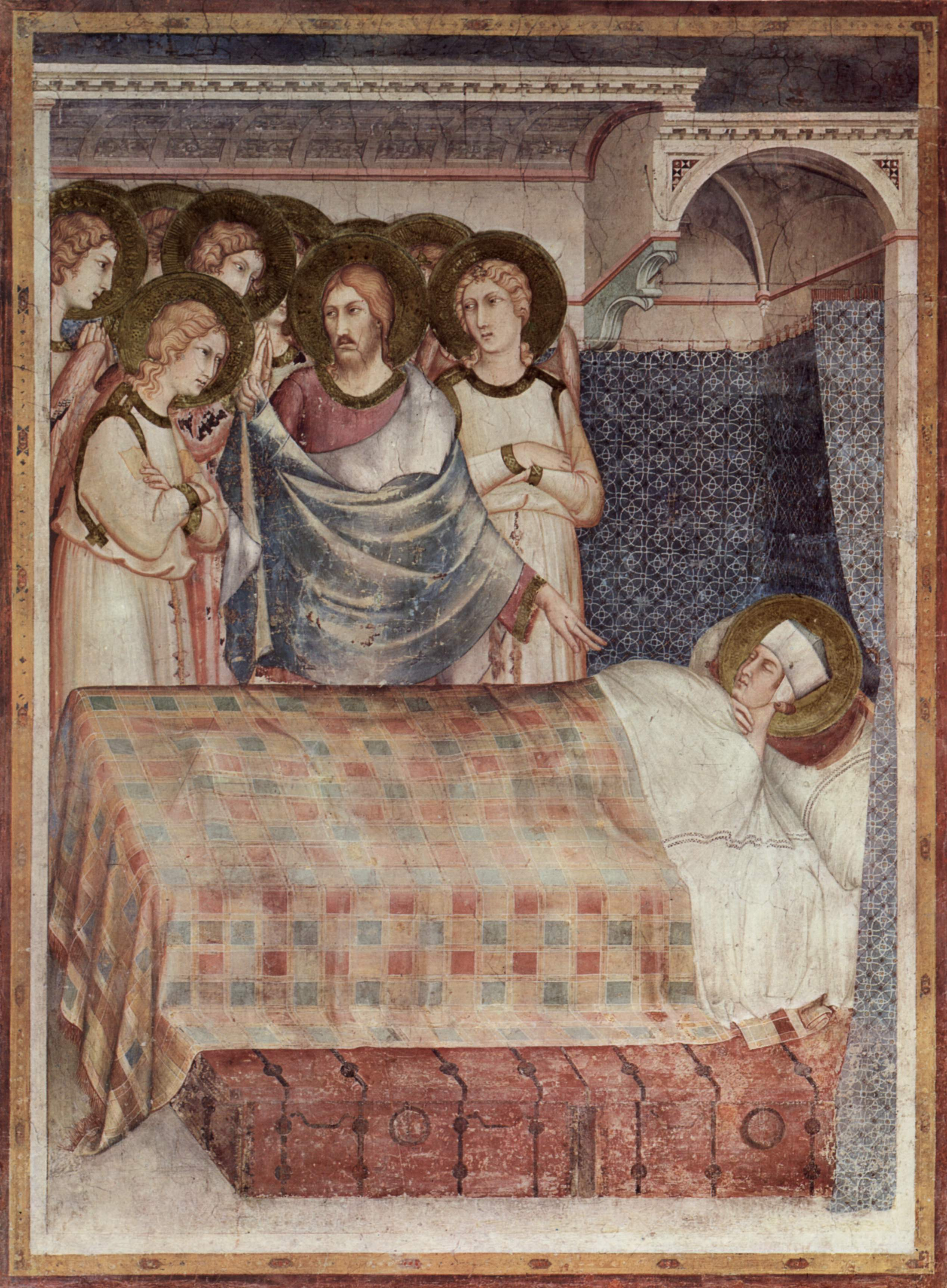
Matrac egy 14. századi festményen

Az első matracnak tekinthető fekvőalkalmatosságok időszámításunk előtt, a rómaiak házaiban tűntek fel. Ezek kitömött zsákok voltak. Általában széna vagy gyapjú volt bennük, majd a későbbiekben a módosabb polgároknál megjelentek a tollal töltött zsákok.

### Középkor
A középkorban, szinte csak a tollal töltött zsákokat használták, viszont a zsákok anyaga minőségében sokat változott, bársonyból, selyemből majd pamut anyagból készültek.

### 18. század
A 17. század végén megjelentek a matracok hamar nélkülözhetetlenné váló kiegészítői, az ágykeretek. Ezek még egyszerű fakeretek voltak, a matracokat kötélből font háló tartotta.
Töltetként új természetes anyagokkal (pamut, állatszőr, tengerifű stb.) kísérleteztek, amelyet a varrógépek megjelenésével steppeléssel rögzítettek.

### 19. század
Az 1860-as években megjelentek az acélrugós matracok, Heinrich Westphal kifejlesztette a bonell rugót. Még ebben az évszázadban szabadalmaztatták a táska- vagy zsákrugót. A korabeli technológia hiányosságai miatt azonban csak jóval később, az 1940-es évek végén nőtt meg a rugós matracok népszerűsége.

### 20. század
A 30-as évek elején a Dunlopillo kaucsuk alapú habgumiból elkészítette az első latexmatracot. Ezen matracok magas ára azonban gátolta az elterjedésüket. Az ipar fejlődése révén a rugós matracok ára kedvezőbb lett, és már ismertek voltak az első világháború idején kifejlesztett olcsó szivacsmatracok is. Később a szivacsmatracokat felváltották az impregnált PU habmatracok, megjelentek a hideghabok, és egy jelentős logisztikai újítás, a vákuumcsomagolás széles körben elterjedt.

## Csomagolási módok

### Vákuumcsomagolás
A vákuumcsomagolt matrac – nem összetévesztendő a sürgősségi betegszállításban használt vákuummatraccal – egy olyan matrac, amit a gyártó a könnyebb raktározás és szállítás érdekében összeprésel és összeteker, mint egy palacsintát, majd egy védőfóliával becsomagolja. Leginkább különböző hideghabból készült matracokat csomagolnak így, de már létezik latexből, emlékező anyagból is, sőt akár rugós matracot is tudnak így gyártani. A kicsomagolása után már nem lehet otthoni körülmények között újra összetekerni, mivel ehhez az eljáráshoz speciálisan kifejlesztett gépek és több tonnás négyzetcentiméterenkénti nyomás kell.